# Xian de Qidong
Pour les articles homonymes, voir Qidong (homonymie).
Le xian de Qidong (祁东县 ; pinyin : Qídóng Xiàn) est un district administratif de la province du Hunan en Chine. Il est placé sous la juridiction de la ville-préfecture de Hengyang.

## Démographie
La population du district était de 910 412 habitants en 1999.